# Daniił Pawluczenko
Daniił Afanasjewicz Pawluczenko (ros. Даниил Афанасьевич Павлюченко, ur. 27 grudnia 1893, zm. w październiku 1967) – radziecki działacz partyjny i gospodarczy.

## Życiorys
Od kwietnia 1918 należał do RKP(b), od 29 maja 1926 do maja 1928 był sekretarzem odpowiedzialnym Smoleńskiego Gubernialnego Komitetu WKP(b), 1 czerwca 1928 został wykluczony z partii. Od 1934 do października 1937 zaocznie studiował na Wydziale Chemii Leningradzkiego Instytutu Technologicznego, jednocześnie od 1936 do października 1937 był kierownikiem budowy fabryki "K-4". W październiku 1937 został aresztowany na fali wielkiego terroru, w kwietniu 1938 zwolniony, od września 1938 do sierpnia 1941 był zastępcą dyrektora fabryki "Krasnyj Treugolnik" w Leningradzie. Od 1941 do czerwca 1945 był komisarzem sekcji wojskowej i zastępcą komendanta magazynu ds. politycznych na Froncie Leningradzkim/2 Froncie Nadbałtyckim, od czerwca do listopada 1945 partyjnym organizatorem rezerwy politycznej Nadbałtyckiego Okręgu Wojskowego, od listopada 1945 do sierpnia 1948 szefem zarządu trustu "Riezinomontaż" w Leningradzie, a od sierpnia 1948 do 1954 szefem zarządu "Lenchimpromstroj". Został odznaczony Orderem Czerwonej Gwiazdy.